# Kim So-hyun (actrice, 1975)
Dans ce nom coréen, le nom de famille, Kim, précède le nom personnel.
Pour l'actrice du même nom, voir Kim So-hyun.
Kim So-hyun (coréen : 김소현) née le 12 novembre 1975 à Séoul, est une actrice de théâtre musical et ancienne chanteuse d'opéra sud-coréenne.

## Biographie

### Jeunesse
Née à Séoul, elle est la fille de Jang Kyung-ae, chanteuse d'opéra mezzo-soprano. Elle et ses deux frères et sœurs grandi dans une famille de musiciens.
En 1994, elle fait de l'Université nationale de Séoul. Elle obtenu son baccalauréat en 1998.

### Carrière
Au départ, elle voulait devenir chanteuse d'opéra comme sa mère. Elle est ensuite tournée vers le théâtre musical et elle fait ses débuts dans Centre des arts de Séoul en vedette dans La bohème et La Flûte enchantée,.
Elle est immédiatement devenue une star du théâtre musical et depuis joue dans des productions scéniques sud-coréennes de Jekyll & Hyde, My Fair Lady, Les Trois Mousquetaires, Elisabeth et Marie Antoinette.

### Vie personnelle
En 2011, elle épousé l'acteur musical Son Jun-ho et mère d'un fils.

## Filmographie

### Opéra
- 1996 : La bohème : Mimì
- 2001 : La Flûte enchantée : Pamina

### Théâtre
- 2001 : The Phantom of the Opera : Christine Daaé
- 2002 : West Side Story : Maria
- 2003 : Grease : Yoo Se-ryung
- 2003 : Les Souffrances du jeune Werther : Lotte
- 2004 : Jekyll & Hyde : Emma Carew
- 2005 : Guys and Dolls : Sarah Brown
- 2005 : Pippin : Catherine
- 2007 : Dae Jang Geum : Seo Jang-geum
- 2008 : My Fair Lady : Eliza Doolittle
- 2009 : The Three Musketeers : Constance Bonacieux
- 2009 : Roméo et Juliette, de la haine à l'amour : Juliette Capulet
- 2013 : Elisbeth : Élisabeth de Wittelsbach
- 2014 : Le Roi Soleil : Madame de Maintenon
- 2014 : Wicked : Glinda
- 2015 : Marie-Antoinette : Marie-Antoinette
- 2016 : The Last Empress : Myeongseong
- 2016 : Mozart! : Baronin von Waldstätten
- 2017 : Phantom : Christine Daaé
- 2019 : Anna Karenina : Anna Karenina

### Télévision
- 2022 : Twenty-Five Twenty-One : Na Hee-do (adulte)